# Aloe haworthioides
Aloe haworthioides, vrsta je aloje, biljke iz porodice čepljezovki. Endem je u planinskim predjelima središnjeg Madagaskara. 
A. haworthioides je maleni brzorastući sukulent bez stabljike koja je ime dobila po mekanim svjetlim bodljama koje prekrivaju listove, po čemu je nalik vrstama roda havorcija (Haworthia). Listovi su skupljeni u rozetama. Cvjetovi su mirisni. Naraste od 15 do 30 cm visine.
- A. haworthioides
- A. haworthioides, cvjetovi
- A. haworthioides

## Podvrste
- Aloe haworthioides var. aurantiaca H.Perrier
- Aloe haworthioides var. haworthioides

## Sinonimi
- Aloinella haworthioides (Baker) Lemée
- Lemeea haworthioides (Baker) P.V.Heath